# Wola Chodkowska
Wola Chodkowska – wieś sołecka w Polsce położona w województwie mazowieckim, w powiecie kozienickim, w gminie Kozienice. Miejscowość znajduje się 13 km na pn.-zach. od Kozienic, na prawym brzegu Radomki, naprzeciwko wsi Chodków.
Wierni kościoła rzymskokatolickiego należą do parafii św. Katarzyny w Ryczywole.

## Historia

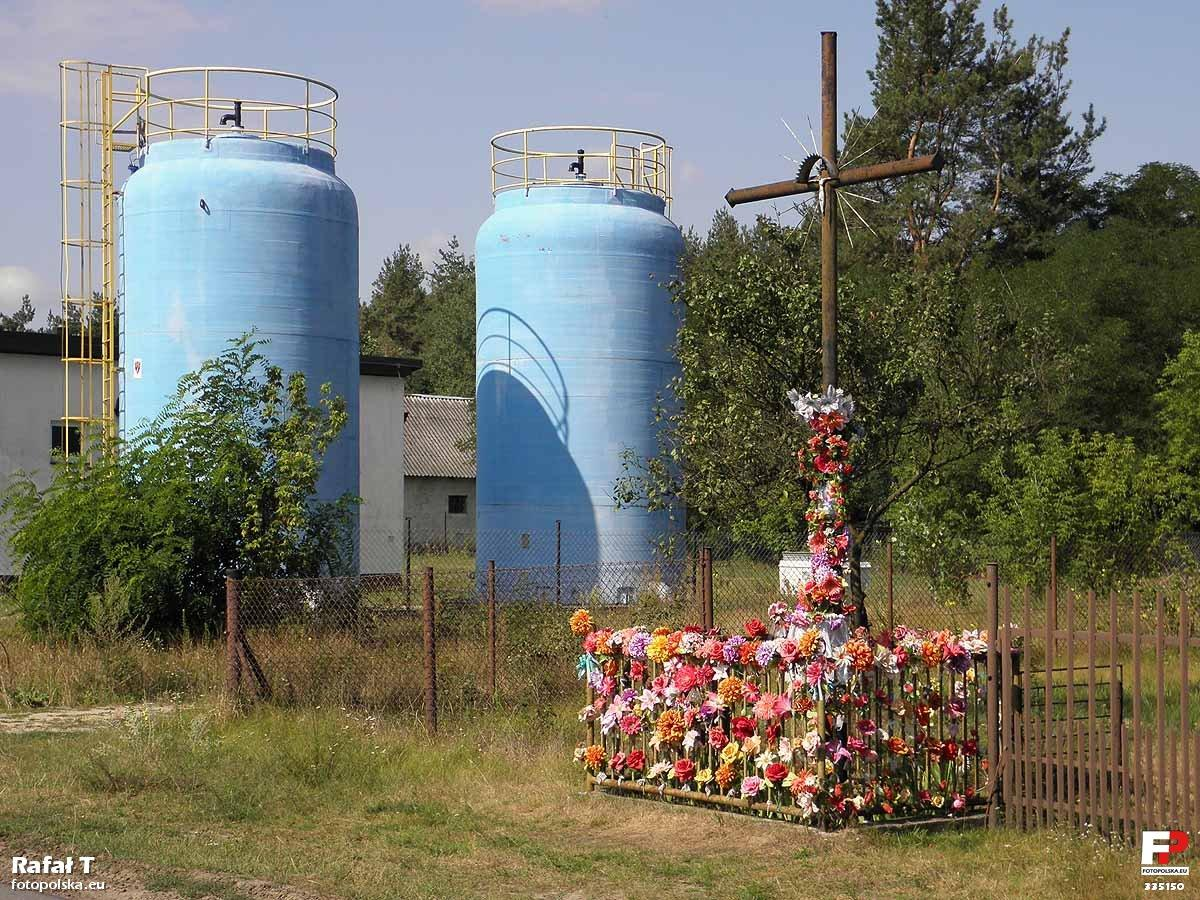
Krzyż przydrożny i zbiorniki ujęcia wody w Woli Chodkowskiej (2012)

W epoce żelaza na terenach Woli Chodkowskiej znajdowały się osady kultury przeworskiej. Świadczą o tym fragmenty ceramiki znalezione podczas badań archeologicznych.
Wieś królewska Wola Chodkowska założona została w XIV wieku, wymieniana w źródłach historycznych już od 1388 r. W miejscowości znajdował się młyn „Przyrusz” (co najmniej od 1408r.), miejsce położenia nie zostało odnalezione. W XVI wieku należała do miasta Ryczywół, a w XIX wieku do majoratu ryczywolskiego, utworzonego przez władze carskie dla płk. Selwana.
W 1814 r. powstała cegielnia, produkująca cegły do budowy nowej miejscowości Ryczywół (1813 relokacja miasta i budowa w nowym miejscu według planów Tomasza Wiarenka 2,5 km od poprzedniego miejsca).
1 października 1939 oddział pod dowództwem mjr. Henryka Dobrzańskiego – „Hubala” zniszczył niemiecką ciężarówkę z wojskiem, która utknęła na piaszczystej drodze w pobliżu dzisiejszej szkoły.
W maju 1944 r. oddział partyzancki AK pod dowództwem Stefana Bembińskiego – „Harnasia” stoczył w Woli Chodkowskiej bitwę z oddziałem żandarmerii niemieckiej. Już trzy miesiące później w sierpniu 1944r. przez wieś przebiegała linia frontu Bitwy Pod Studziankami. Stacjonowała tu 45 Dywizja Piechoty III Rzeszy.
W latach 1975–1998 miejscowość administracyjnie należała do województwa radomskiego.